# Baikaloperla elongata
Baikaloperla elongata is een steenvlieg uit de familie Capniidae. De wetenschappelijke naam van de soort is voor het eerst geldig gepubliceerd in 1973 door Zapekina-Dulkeit & Zhiltzova.